# Karl Bogislaus Reichert
Pour les articles homonymes, voir Reichert.
Karl Bogislaus Reichert, né à Rastenburg le 20 décembre 1811 et mort à Berlin le 21 décembre 1883, est un anatomiste, embryologiste et histologiste allemand.

## Biographie
Reichert est né à Rastenburg (Kętrzyn), en Prusse orientale. À partir de 1831, il étudie à l'université de Königsberg, où il est l'élève de l'embryologiste Karl Ernst Baer, puis poursuit ses études à Berlin sous la direction de Friedrich Schlemm et Johannes Peter Müller. En 1836, il obtient son doctorat avec une thèse sur les arcs branchiaux des embryons de vertébrés, puis il travaille comme interne à la Charité et, de 1839 à 1843, il est assistant et prospecteur à l'université de Berlin.
En 1843, il obtient la chaire d'anatomie à l'université de Dorpat et, dix ans plus tard, il succède à Karl Theodor Ernst von Siebold en tant que professeur de physiologie à l'université de Breslau. En 1858, il retourne à Berlin en tant que titulaire de la chaire d'anatomie, où il succède à son ancien mentor, Johannes Peter Müller.
On se souvient de Reichert pour ses travaux en embryologie et pour ses recherches pionnières sur la théorie cellulaire. Avec Ernst Gaupp, il était co-architecte de la théorie de Reichert-Gaupp concernant l'origine des osselets de l'oreille chez les mammifères. Son nom est prêté au "cartilage de Reichert" éponyme, décrit comme une structure cartilagineuse de la deuxième arcade branchiale à partir de laquelle se développent les processus styloïdes temporaux, les ligaments stylohyoïdes et la corne inférieure de l'os hyoïde.

## Œuvres, travaux et publications
- (de) De embryonum arcubus sic dictis branchialibus, Berlin, 1836.
- (de) Ueber die Visceralbogen der Wirbelthiere im Allgemeinen und deren Metamorphosen bei den Vögeln und Säugethieren, Berlin, 1837.
- (de) Das Entwicklungsleben im Wirbelthierreiche, Berlin, 1840.
- (de) Beiträge zur Kenntniss des Zustandes der heutigen Entwicklungsgeschichte, Berlin, 1843.
- (de) Der Bau des menschlichen Gehirns, Leipzig, 1859-1861.

## Literatur
- Young-Ok Kim: Karl Bogislaus Reichert (1811 - 1883); sein Leben und seine Forschungen zur Anatomie und Entwicklungsgeschichte.  Univ. Mainz, Diss., 2000
- (de) Peter Voswinckel, « Reichert, Karl Bogislaus », dans Neue Deutsche Biographie (NDB), vol. 21, Berlin, Duncker & Humblot, 2003, p. 313–314 (original numérisé).